# Mala Štanga
Mala Štanga je naselje v Občini Šmartno pri Litiji.